# Contea di Urana
La contea di Urana è una Local Government Area che si trova nel Nuovo Galles del Sud. Essa si estende su una superficie di 3.357 chilometri quadrati e ha una popolazione di 1.261 abitanti. La sede del consiglio si trova a Urana.